# Karolina Tymińska
Karolina Tymińska (Świebodzin, 4 ottobre 1984) è una multiplista polacca.

## Palmarès
| Anno | Manifestazione   | Sede       | Evento         | Risultato | Prestazione | Note                                     |
| ---- | ---------------- | ---------- | -------------- | --------- | ----------- | ---------------------------------------- |
| 2001 | Mondiali allievi | Debrecen   | Eptathlon      | 8ª        | 5 023 p.    |                                          |
| 2005 | Europei indoor   | Madrid     | Pentathlon     | 8ª        | 4 374 p.    |                                          |
| 2005 | Europei under 23 | Erfurt     | Eptathlon      | dnf       | dnf         |                                          |
| 2006 | Europei          | Göteborg   | Salto in lungo | 17ª (q)   | 6,34 m      |                                          |
| 2006 | Europei          | Göteborg   | Eptathlon      | dnf       | dnf         |                                          |
| 2007 | Europei indoor   | Birmingham | Pentathlon     | 7ª        | 4 494 p.    |                                          |
| 2007 | Mondiali         | Osaka      | Eptathlon      | 15ª       | 6 092 p.    |                                          |
| 2008 | Mondiali indoor  | Valencia   | Pentathlon     | 6ª        | 4 580 p.    |                                          |
| 2008 | Giochi olimpici  | Pechino    | Eptathlon      | 7ª        | 6 428 p.    |                                          |
| 2009 | Europei indoor   | Torino     | Pentathlon     | 5ª        | 4 542 p.    |                                          |
| 2009 | Mondiali         | Berlino    | Eptathlon      | dnf       | dnf         |                                          |
| 2010 | Mondiali indoor  | Doha       | Pentathlon     | 6ª        | 4 575 p.    |                                          |
| 2010 | Europei          | Barcellona | Eptathlon      | 5ª        | 6 230 p.    |                                          |
| 2011 | Europei indoor   | Parigi     | Pentathlon     | 4ª        | 4 612 p.    |                                          |
| 2011 | Mondiali         | Taegu      | Eptathlon      | Bronzo    | 6 544 p.    | Miglior prestazione personale            |
| 2012 | Mondiali indoor  | Istanbul   | Pentathlon     | 4ª        | 4 725 p.    |                                          |
| 2012 | Giochi olimpici  | Londra     | Eptathlon      | dnf       | dnf         |                                          |
| 2013 | Mondiali         | Mosca      | Eptathlon      | 9ª        | 6 270 p.    |                                          |
| 2014 | Mondiali indoor  | Sopot      | Pentathlon     | 8ª        | 4 557 p.    | Miglior prestazione personale stagionale |
| 2014 | Europei          | Zurigo     | Eptathlon      | 11ª       | 6 132 p.    |                                          |
| 2015 | Mondiali         | Pechino    | Eptathlon      | 20ª       | 5 948 p.    |                                          |
| 2016 | Europei          | Amsterdam  | Eptathlon      | dnf       | dnf         |                                          |